# ATC代码 (C09)
ATC代码C09（作用于肾素-血管紧张素系统的药物）是解剖学治疗学及化学分类系统的一个药物分组，这是由世界卫生组织药物统计方法整合中心所制定的药品及其它医用产品的官方分类系统。分组C09是C心血管系统的一部分。
兽用代码（ATCvet码）可以在人用ATC代码前加Q字母：QC09等。
国家ATC分类可能包括列表中没有的其它分类，列表为世界卫生组织（WHO）版本。

## C09A血管紧张素转化酶抑制抑制药，单方ACE inhibitors, plain

### C09AA 血管紧张素转化酶抑制抑制药，单方ACE inhibitors, plain
C09AA01 卡托普利（Captopril）
C09AA02 依那普利（Enalapril）
C09AA03 赖诺普利（Lisinopril）
C09AA04 培哚普利（Perindopril）
C09AA05 雷米普利（Ramipril）
C09AA06 喹那普利（Quinapril）
C09AA07 贝那普利（Benazepril）
C09AA08 西拉普利（Cilazapril）
C09AA09 福辛普利（Fosinopril）
C09AA10 群多普利（Trandolapril）
C09AA11 螺普利（Spirapril）
C09AA12 地拉普利（Delapril）
C09AA13 莫昔普利（Moexipril）
C09AA14 替莫普利（Temocapril）
C09AA15 佐芬普利（Zofenopril）
C09AA16 咪达普利（Imidapril）

## C09B 血管紧张素转化酶抑制抑制药，复方（ACE inhibitors, combinations）

### C09BA 血管紧张素转化酶抑制抑制药和利尿药（ACE inhibitors and diuretics）
C09BA01 卡托普利和利尿药（Captopril and diuretics）
C09BA02 依那普利和利尿药（Enalapril and diuretics）
C09BA03 赖诺普利和利尿药（Lisinopril and diuretics）
C09BA04 培哚普利和利尿药（Perindopril and diuretics）
C09BA05 雷米普利和利尿药（Ramipril and diuretics）
C09BA06 喹那普利和利尿药（Quinapril and diuretics）
C09BA07 贝那普利和利尿药（Benazepril and diuretics）
C09BA08 西拉普利和利尿药（Cilazapril and diuretics）
C09BA09 福辛普利和利尿药（Fosinopril and diuretics）
C09BA12 地拉普利和利尿药（Delapril and diuretics）
C09BA13 莫昔普利和利尿药（Moexipril and diuretics）
C09BA15 佐芬普利和利尿药（Zofenopril and diuretics）

### C09BB 血管紧张素转化酶抑制抑制药和钙通道阻断药（ACE inhibitors and calcium channel blockers）
C09BB02 依那普利和乐卡地平（Enalapril and lercanidipine）
C09BB03 赖诺普利和氨氯地平（Lisinopril and amlodipine）
C09BB04 培哚普利和氨氯地平（Perindopril and amlodipine）
C09BB05 雷米普利和非洛地平（Ramipril and felodipine）
C09BB06 依那普利和尼群地平（Enalapril and nitrendipine）
C09BB07 雷米普利和氨氯地平（Ramipril and amlodipine）
C09BB10 群多普利和维拉帕米（Trandolapril and verapamil）
C09BB12 地拉普利和马尼地平（Delapril and manidipine）

## C09C血管紧张素II拮抗药，单方（Angiotensin II antagonists, plain）

### C09CA 血管紧张素II拮抗药，单方（Angiotensin II antagonists, plain）
C09CA01 氯沙坦（Losartan）
C09CA02 依普罗沙坦（Eprosartan）
C09CA03 缬沙坦（Valsartan）
C09CA04 厄贝沙坦（Irbesartan）
C09CA05 他索沙坦（Tasosartan）
C09CA06 坎地沙坦（Candesartan）
C09CA07 替米沙坦（Telmisartan）
C09CA08 奥美沙坦美索酯（Olmesartan medoxomil）
C09CA09 阿齐沙坦酯（Azilsartan medoxomil）

## C09D 血管紧张素II拮抗药，复方（Angiotensin II antagonists, combinations）

### C09DA 血管紧张素II拮抗药和利尿药（Angiotensin II antagonists and diuretics）
C09DA01 氯沙坦和利尿药（Losartan and diuretics）
C09DA02 依普罗沙坦和利尿药（Eprosartan and diuretics）
C09DA03 缬沙坦和利尿药（Valsartan and diuretics）
C09DA04 厄贝沙坦和利尿药（Irbesartan and diuretics）
C09DA06 坎地沙坦和利尿药（Candesartan and diuretics）
C09DA07 替米沙坦和利尿药（Telmisartan and diuretics）
C09DA08 奥美沙坦美索酯和利尿药（Olmesartan medoxomil and diuretics）

### C09DB 血管紧张素II拮抗药和钙通道阻滞药（Angiotensin II antagonists and calcium channel blockers）
C09DB01 缬沙坦和氨氯地平（Valsartan and amlodipine）
C09DB02 奥美沙坦酯和氨氯地平（Olmesartan medoxomil and amlodipine）
C09DB04 替米沙坦和氨氯地平（Telmisartan and amlodipine）
C09DB05 厄贝沙坦和氨氯地平（Irbesartan and amlodipine）
C09DB06 氯沙坦和氨氯地平（Losartan and amlodipine）

### C09DX 血管紧张素Ⅱ拮抗剂，其他复方（Angiotensin II antagonists, other combinations）
C09DX01 缬沙坦，氨氯地平和氢氯噻嗪（Valsartan, amlodipine and hydrochlorothiazide）
C09DX02 缬沙坦和阿利克仑（Valsartan and aliskiren）
C09DX03 奥美沙坦美索酯，氨氯地平和氢氯噻嗪（Olmesartan medoxomil, amlodipine and hydrochlorothiazide）

## C09X 作用于肾素-血管紧张素系统的其它药物（Other agents acting on the renin-angiotensin system）

### C09XA肾素-抑制药（Renin-inhibitors）
C09XA01 瑞米吉仑（Remikiren）
C09XA02 阿利吉仑（Aliskiren）
C09XA52 阿利吉仑和氢氯噻嗪（Aliskiren and hydrochlorothiazide）
C09XA53 阿利吉仑和氨氯地平（Aliskiren and amlodipine）
C09XA54 阿利吉仑，氨氯地平和氢氯噻嗪（Aliskiren, amlodipine and hydrochlorothiazide）